# El Recreo (Apure)
Pour les articles homonymes, voir El Recreo.
El Recreo est la capitale de la paroisse civile d'El Recreo dans la municipalité de San Fernando dans l'État d'Apure au Venezuela. 